# تیم برند
تیم برند (انگلیسی: Tim Brand؛ زادهٔ ۲۹ نوامبر ۱۹۹۸) بازیکن هاکی روی چمن هلندی‌تبار اهل استرالیا است.